# Martin Gilbert (cyclisme)
Pour les articles homonymes, voir Martin Gilbert (homonymie).
Martin Gilbert, né le 30 octobre 1982 à Châteauguay, est un coureur cycliste canadien.

## Biographie
Né le 30 octobre 1982, à Châteauguay, Martin Gilbert baigne dès son plus jeune âge dans un environnement sportif par le biais de ses parents. Il pratique différents sports, notamment le hockey et le ski. C’est à l’âge de 5 ans qu’il décide de se mettre au triathlon sous l’influence de son papa, déjà pratiquant à l’époque. Il s’y met de façon plus sérieuse à 12 ans. Alors qu’il effectue son secondaire 4, il part étudier à Cowansville dans un programme sport-études cyclisme que sa mère a trouvé. Il réalise ensuite quelques courses de vélo. Dès ses débuts en junior sur les courses de vélo, Martin démontre d’ores et déjà de belles habiletés. Progressivement, le vélo s’est imposé dans sa vie comme une évidence grâce notamment à des rencontres marquantes d’entraîneurs, d’amis et de son entourage qui le poussent et le soutiennent dans ce projet. Il enchaîne ensuite les projets en Europe avec l’équipe nationale et l’équipe du Québec.
Martin Gilbert a commencé sa carrière de coureur cycliste en 1997 et a gravi les échelons jusqu’à devenir un des meilleurs cyclistes du pays. De 2009 à 2012, il a évolué comme cycliste professionnel sur route, démontrant son talent au plus haut niveau. En plus du cyclisme sur route, Martin a également pratiqué le cyclisme sur piste au plus haut niveau. Il a d’ailleurs été entraîné à ce titre en grande majorité par Eric Van Den Eynde.
Ses succès sont nombreux et variés. Entre 2000 et 2007, Martin a remporté plusieurs titres de champion canadien sur piste, dans les catégories junior et senior. Il a également été sacré champion canadien sur route en catégorie U23 en 2003, avant de devenir champion panaméricain sur route en 2007, consolidant ainsi sa position parmi l’élite du cyclisme continental.
Martin a également laissé son empreinte sur la scène internationale. Lors des Jeux olympiques de Pékin en 2008, il a terminé 12e de la madison, une discipline qui exige non seulement une endurance remarquable, mais aussi une parfaite cohésion avec son coéquipier. En 2009, il signe une victoire mémorable en remportant la dernière étape du prestigieux Tour du Missouri, une course inscrite au calendrier UCI, avant de terminer 7e du Philadelphia International Championships en 2010. Il s’agit là de ses réalisations les plus marquantes de sa carrière cycliste.
Il a aussi brillé sur le circuit québécois, avec notamment quatre conquêtes de la série Mardis cyclistes de Lachine, prouvant son talent de sprinteur et sa régularité au fil des années.
La carrière de Martin s'est aussi distinguée par ses participations aux Championnats du monde, tant sur piste que sur route. Il a participé deux fois aux Championnats du monde sur route U23 (en 2002 et 2003). Il a terminé 10e de l’épreuve du scratch aux Championnats du monde sur piste en 2004. Il a par ailleurs pris part à deux autres Championnats du monde sur piste en 2006 et 2008.

## Palmarès et résultats

### Palmarès par année
- 1999
  - 2e du championnat du Canada sur route juniors
- 2000
  -  Champion du Canada du critérium juniors
  - Prologue du Tour de l'Abitibi
  - 3e du championnat du Canada du contre-la-montre juniors
- 2001
  - Mardis cyclistes de Lachine
  - 3e du championnat du Canada du contre-la-montre espoirs
- 2002
  - Mardis cyclistes de Lachine
  - Grand Prix Raphaël Lévy
- 2003
  -  Champion du Canada sur route espoirs
  - Grand Prix de Charlevoix
  - 2e étape du Grand Prix des Laurentides (contre-la-montre)
  - 3e du championnat du Canada du contre-la-montre espoirs
- 2004
  - Mardis cyclistes de Lachine
- 2005
  - 1re étape du Tour de Beauce
- 2007
  -  Champion panaméricain sur route
- 2009
  - 4e étape du Tour de Cuba
  - 7e étape du Tour du Missouri
  - Mardis cyclistes de Lachine
- 2010
  - 5e et 13e étapes du Tour de Cuba
  - 8e et 10e étapes du Tour d'Uruguay

### Classements mondiaux
| Année            | 2005 | 2006 | 2007 | 2008 | 2009 | 2010 | 2011 | 2012 |
| ---------------- | ---- | ---- | ---- | ---- | ---- | ---- | ---- | ---- |
| UCI America Tour | 134e |      | 14e  |      | 58e  | 41e  | 246e | 204e |
| UCI Europe Tour  |      |      |      |      |      |      | 533e |      |